# Deutsche Zentrumspartei
Partidul de Centru (în germană Zentrum), oficial Partidul German de Centru (în germană Deutsche Zentrumspartei), este un partid politic catolic, creștin-democrat din Germania. A fost unul dintre cele mai influente partide în Imperiul German și Republica de la Weimar. Format în 1870, a luptat cu succes cu Kulturkampf purtat de cancelarul Otto von Bismarck împotriva Bisericii Catolice. Curând a câștigat un sfert din locurile în Reichstag, iar poziția sa centristă pe majoritatea problemelor i-a permis să joace un rol decisiv în formarea majorităților. Numele partidului, Zentrum („Centrul”) provenea la început de la faptul că reprezentanții catolici aveau să ocupe secțiunea de mijloc a locurilor în parlament, între social-democrați și conservatori.
În cea mai mare parte a existenței Republicii de la Weimar, Zentrum a fost al treilea partid ca mărime din Reichstag, participând la toate guvernele până în 1932. După ascensiunea lui Adolf Hitler la putere la începutul anului 1933, Zentrum a fost unul dintre partidele care au votat pentru Actul de împuternicire, care a acordat puteri legislative guvernului lui Hitler. Partidul a fost presat să se dizolve pe 5 iulie, deoarece Partidul Nazist a devenit singurul partid autorizat legal din țară la scurt timp după aceea.
După Al Doilea Război Mondial, partidul a fost reconstituit, dar nu a mai putut să mai ajungă la importanța anterioară, deoarece majoritatea membrilor săi s-au alăturat noii Uniuni Creștin Democrate (CDU) sau Uniunii Creștin-Sociale (CSU). Zentrum a continuat ca un partid marginal și și-a concentrat eforturile pe politica regională, în principal cea din statul Renania de Nord-Westfalia. Partidul a rămas fără reprezentare la nivel federal din 1957 până în 2022, când deputatul federal Uwe Witt și europarlamentarul Jörg Meuthen au părăsit AfD și s-au alăturat lui Zentrum.
| Cancelar | Nume                  | Perioadă |
| -------- | --------------------- | --- |
|          | Georg von Hertling    | 1 noiembrie 1917 - 30 septembrie 1918                                                                                               |
|          | Constantin Fehrenbach | 25 iunie 1920 - 4 mai 1921 |
|          | Joseph Wirth          | 10 mai 1921 - 22 octombrie 1921, 26 octombrie 1921 - 14 noiembrie 1922                                                              |
|          | Wilhelm Marx          | 30 noiembrie 1923 - 26 mai 1924, 3 iunie 1924 - 15 ianuarie 1925, 17 mai 1926 - 17 decembrie 1926, 19 ianuarie 1927 - 12 iunie 1928 |
|          | Heinrich Brüning      | 30 martie 1930 - 7 octombrie, 9 octombrie 1931 - 30 mai 1932                                                                        |
|          | Franz von Papen       | 1. Juni 1932 - 17 noiembrie 1932 (a părăsit partidul pe 3 iunie 1932)                                                               |